# Montanismo

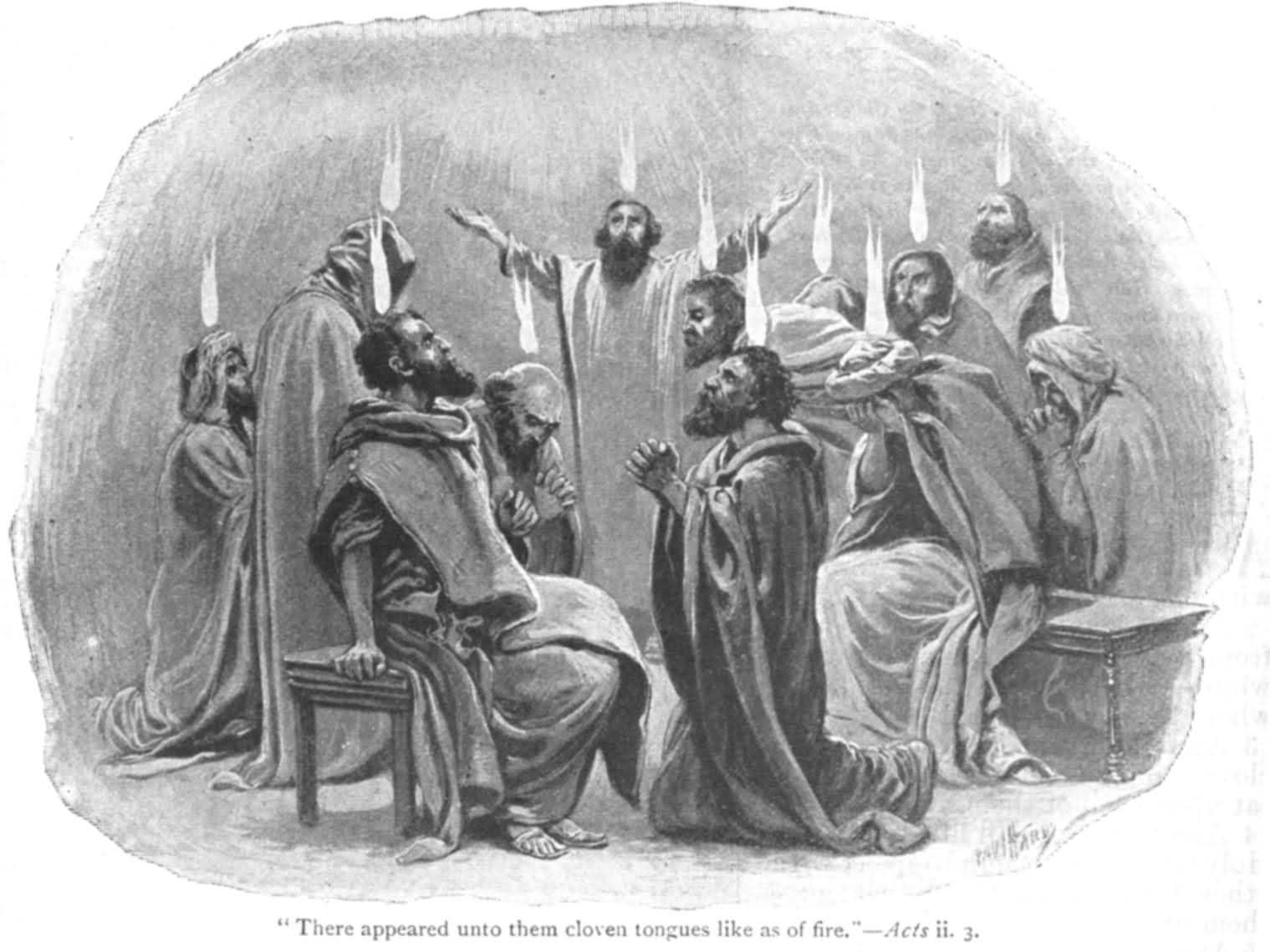
Apóstolos recebem o dom de línguas (Atos 2)

O montanismo foi um movimento cristão fundado por Montano por volta de 156–157 (ou 172), que se organizou e difundiu em comunidades na Ásia Menor, em Roma e no Norte de África. Por ter se originado na região da Frígia, Eusébio de Cesareia relata em sua História Eclesiástica (V.14–16) que ela era chamada de "Heresia Frígia" na época.

## História
Citando Apolinário de Hierápolis, Eusébio afirma que Montano teria nascido na Frígia (Ásia Menor Romana, hoje Turquia), Montano afirmava possuir o dom da profecia, e que havia sido enviado por Jesus Cristo para inaugurar a era do Paráclito. Duas mulheres que o acompanhavam, Priscila (ou Prisca) e Maximila, afirmavam que o Espírito Santo falava através delas. Durante os seus êxtases anunciavam o fim iminente do mundo, conclamando os cristãos a reunirem-se na cidade de Pepusa, na Frígia, onde surgiria a Jerusalém celeste, uma vez que uma nova era cristã se iniciava com esta nova revelação divina.
O seu adepto mais famoso foi Tertuliano (c. 170-212), um dos primeiros doutores da Igreja, autor de inúmeras obras em defesa da Cristandade. Em torno de 210, insatisfeito com o pensamento cristão e suas práticas, uniu-se ao montanismo, sendo considerado herético, embora não haja evidências concretas de que tenha fundado uma seita própria.
As perseguições à igreja aumentaram sensivelmente durante o governo do imperador Constantino I, que contra ela expediu severos decretos imperiais. O movimento perdurou, entretanto, até ao século VIII.

## Características
O movimento caracterizou-se como uma volta ao profetismo, pretendendo revalorizar elementos esquecidos da mensagem cristã primitiva, sobretudo a esperança escatológica. Propunha um rigoroso ascetismo, visando à preparação para o momento final, preceituando-se a castidade durante o casamento e proibindo-se as segundas núpcias. No plano alimentar instituiu-se o jejum durante duas semanas por ano e a xerofagia (consumo de alimentos secos), sem o consumo de carne. Negavam a absolvição aos réus de pecados graves (mesmo após o batismo com confissão e arrependimento). As mulheres eram obrigadas ao uso de véu nas funções sagradas. Recomendava-se aos fiéis que não fugissem às perseguições e que se oferecessem voluntariamente ao martírio.
Os montanistas viviam separados da igreja ortodoxa, denominando-se como "pneumáticos" (inspirados pelo sopro do espírito), em oposição aos demais cristãos, considerados "psíquicos" ou racionalistas.
Os primeiros sínodos ocuparam-se do montanismo e vários apologistas o atacaram, uma vez que se temia a violência anti-romana da seita, cuja busca deliberada pelo martírio era percebida como um perigo para a paz entre a cristandade e o Estado. A Igreja, então já suficientemente organizada, reprimia ainda a inspiração profética que terminou se refugiando entre as seitas. A resistência que o montanismo impunha à instituição eclesiástica, tornava-o perturbador à hierarquia, uma vez que o movimento respondia às necessidades e anseios de largas camadas cristãs, desiludidas ante o retardamento da parusia, razão de sua rápida expansão. Considera-se por fim, que as violentas oposições que suscitou no meio cristão romano demonstram que não se tratava apenas de uma simples resistência à heresia, mas sim de um conflito teológico entre a igreja de Roma (Ocidente) e a Asiática (Oriente), da qual o montanismo surgia como um desenvolvimento natural.